# Ербах (Дунав)
Ербах (њем. Erbach) град је у њемачкој савезној држави Баден-Виртемберг. Једно је од 55 општинских средишта округа Алб-Донау-Крајс. Према процјени из 2010. у граду је живјело 13.322 становника. Посједује регионалну шифру (AGS) 8425039.

## Географски и демографски подаци
Ербах се налази у савезној држави Баден-Виртемберг у округу Алб-Донау-Крајс. Град се налази на надморској висини од 529 метара. Површина општине износи 63,3 km². У самом граду је, према процјени из 2010. године, живјело 13.322 становника. Просјечна густина становништва износи 210 становника/km².